# パール (アルバム)
『パール』（Pearl）は、アメリカの女性ロック・ヴォーカリスト、ジャニス・ジョプリンの通算2作目のソロ・アルバム。彼女は完成前の1970年10月4日に急死し、本作は1971年1月に遺作として発表された。『ビルボード』誌のチャートで9週連続で1位を記録。シングル・カットされた「ミー・アンド・ボビー・マギー」も全米1位の大ヒット曲になった。
2003年に『ローリング・ストーン』誌が選出した「オールタイム・グレイテスト・アルバム500」で122位にランク・インしており、後の改定では125位となった。

## 解説
本作は初のソロ・アルバム『コズミック・ブルースを歌う』（1969年）でバックを務めたコズミック・ブルース・バンドに替えて、新たに結成されたフル・ティルト・ブギー・バンドをバック・バンドに起用して制作された。ピアノ奏者とオルガン奏者がいるツイン・キーボード体制ということもあって、ゴスペル色の濃い仕上がりとなった。プロデューサーは、長年ドアーズを手掛けてきたポール・A・ロスチャイルドである。
1970年9月からレコーディングが開始されたが、翌10月4日にジョプリンが薬物の過剰摂取で急死し、一部の楽曲は未完成のまま残された。死の当日にボーカルを録音する予定だった「生きながらブルースに葬られ」はインストゥルメンタルとして、「ベンツが欲しい」はアカペラの仮録音のまま収録されている。
アルバム・タイトルは、彼女の愛称にちなんでいる。
1999年に、ボーナス・トラックとしてカナディアン・フェスティバル・エクスプレス・ツアーからの4曲のライヴ音源を追加した、リマスターCDが発売された。

## 収録曲の概要
- 「ジャニスの祈り」はジョプリンが単独で書いた曲。彼女の代表曲として特に著名で、スレイド、シンデレラ、松本孝弘、GLIM SPANKYらにカヴァーされた。クリスタルキング、田村直美、坪倉唯子(B.B.クィーンズ)、平原綾香もライヴで取り上げた。
- 「クライ・ベイビー」は1971年春に本作からの第2弾シングルとなり、全米42位を記録。
- 「ハーフ・ムーン」は金子マリ&バックス・バニーにカヴァーされた。
- 「生きながらブルースに葬られ」はニック・グレイヴナイツの作。彼はジョプリンの死後に彼女に代わってボーカルを担当することを依頼されたが断わったので、本曲はイントゥルメンタルとして収録された。彼はその後、かつて彼女が在籍したビッグ・ブラザー&ザ・ホールディング・カンパニーの1971年のアルバム『How Hard It Is』で自らこの曲を歌っている。
- 「ミー・アンド・ボビー・マギー」はロジャー・ミラーが1969年にシングル発表した曲で、作者の1人であるクリス・クリストファーソンも1970年に発表したデビュー・アルバム『クリストファーソン』で取り上げていた。ジョプリンのヴァージョンが大ヒットしたのを受けて、同アルバムのタイトルも『ミー・アンド・ボビー・マギー』に変更されている。
- 「ベンツが欲しい」はジョプリンがボーカルのレコーディング前に死去したため、仮録音がそのまま収録されている。バックはなく、彼女の靴音だけのアカペラである。
- 「トラスト・ミー」は、ソウル界の大物ボビー・ウーマックが、作詞・作曲・アコースティック・ギターを担当。
- 「クライ・ベイビー」「マイ・ベイビー」はガーネット・ミムズのカヴァーで、「愛は生きているうちに」はハワード・テイトのカヴァー。いずれもジェリー・ラゴヴォイが作曲に関わっている。ジョプリンはラゴヴォイが書いた「心のカケラ」「トライ」といった曲を既に歌っていた[注釈 1]。

## 曲目
Side 1
1. ジャニスの祈り - Move Over (Janis Joplin)
2. クライ・ベイビー - Cry Baby (Jerry Ragovoy, Sam Bell)
3. 寂しく待つ私 - A Woman Left Lonely (Dan Penn, Spooner Oldham)
4. ハーフ・ムーン - Half Moon (John Hall, Johanna Hall)
5. 生きながらブルースに葬られ - Buried Alive In The Blues (Nick Gravenites)

Side 2
1. マイ・ベイビー - My Baby (J. Ragovoy, Mort Shuman)
2. ミー・アンド・ボビー・マギー - Me And Bobby McGee (Kris Kristofferson, Fred Foster)
3. ベンツが欲しい - Mercedes Benz (J. Joplin, Bob Neuwirth)
4. トラスト・ミー - Trust Me (Bobby Womack, Michael MClure)
5. 愛は生きているうちに - Get It While You Can (J. Ragovoy, M. Shuman)

### ボーナス・トラック（1999年リマスター盤）
1. テル・ママ - Tell Mama
2. リトル・ガール・ブルー - Little Girl Blue
3. トライ - Try (Just A Little Bit Harder)
4. クライ・ベイビー - Cry Baby

4曲とも1970年7月4日、カルガリーでライヴ録音

## 演奏メンバー
- Janis Joplin - Vocals、Acoustic Guitar
- John Till - Guitar
- Richard Bell - Piano
- Ken Pearson - Organ
- Brad Campbell - Bass
- Clark Pierson - Drums

この6人を中心に、下記のメンバーが参加。
- Sandra Crouch - Tambourine
- Bobbie Hall - Conga、Bongos
- Bobby Womack - Acoustic Guitar ("Trust Me")
- Vince Mitchell、Phil Badella、John Cooke - Chorus Voices